# Albert Desile
Albert Desile, né à Sainte-Marie-du-Mont le 4 novembre 1914 et mort à Saint-Vaast-la-Hougue le 11 décembre 2004, est un journaliste, historien normand et résistant français.

## Biographie
Il fait la rencontre, à Saint-Lô, du poète et autonomiste normand Louis Beuve, qui le fait entrer au journal Courrier de la Manche en 1938 ; il en deviendra l'ami et le disciple. 
Pendant la drôle de guerre, Albert Desile passe une partie de l'hiver 1940 dans le Bas-Rhin, avec un détachement du 10e régiment d'artillerie, d'abord à Sarrewerden puis à Wolfskirchen. Après le 10 mai, il gagne Eix, dans la Meuse, à proximité de Verdun, où se trouve déjà un régiment de tirailleurs marocains. La drôle de guerre prend fin avec « le fameux hurlement des stukas ».
Fait prisonnier le 16 juin 1940, il s'évade aussitôt, rentre à Saint-Lô en juillet et prend part à la Résistance dans le réseau Organisation civile et militaire (OCM).
À la libération de Saint-Lô, en 1944, il entre au journal La Manche libre, dont il a rencontré le fondateur, Joseph-Leclerc Hardy, dans les ruines de la ville détruite par les bombes. À la demande de celui-ci, il tiendra des chroniques de la vie manchoise pendant plusieurs décennies. Cela lui vaudra, de la part de Michel Harouy, le qualificatif de « journaliste normand de l'éphémère ». Il est en relation avec d'autres Normands attachés à leur culture, tels Jean Mabire et Fernand Lechanteur. 
Pendant sa retraite à Saint-Vaast-la-Hougue, il écrit plusieurs livres. Il rend hommage à son maître à penser dans Louis Beuve tel qu'il fut (1974), décrit la guerre dans La Manche dans Des sombres années de l'Occupation aux chemins de l’été 1944 (1983) et les gens et les choses de Normandie dans L'Teimps d’aôt’fais en deux volumes (1982 et 1983). 
Il écrit également des préfaces d'historiens normands et voit certains de ses textes repris dans d'autres ouvrages historiques.
Il meurt à l'âge de quatre-vingt-dix ans à Saint-Vaast-la-Hougue et est enterré à Sainte-Marie-du-Mont, face aux îles.

## Publications
- Louis Beuve tel qu'il fut, Association régionaliste du Cotentin, Bayeux, 1974, dépôt légal 75 - 13429[10]
- Gens et Choses de Normandie 1, L'teimps d'aôt'fais, vol. 1, Ocep/ La Manche Libre, 1982[11]  (ISBN 2-7134-0055-4)
- Gens et Choses de Normandie 2, L'teimps d'aôt'fais, vol. 2, Ocep/La Manche Libre, 1983[12],  (ISBN 271340066X)
- Des sombres années de l'Occupation aux chemins de l’été 1944, Ocep, 1983[11],  (ISBN 2713400643), 231 p. (recueil de textes extraits pour la plupart de La Manche libre, 1945-1982)
- Gens de la mer, des rivières et des marais, L'teimps d'aôt'fais, vol 3, Ocep/ La Manche Libre, 1991[13]  (ISBN 2713400724)

## Distinctions
Albert Desile est nommé Chevalier dans l’Ordre des Arts et des Lettres.